# Ruínas da cidade velha de Santa Luzia

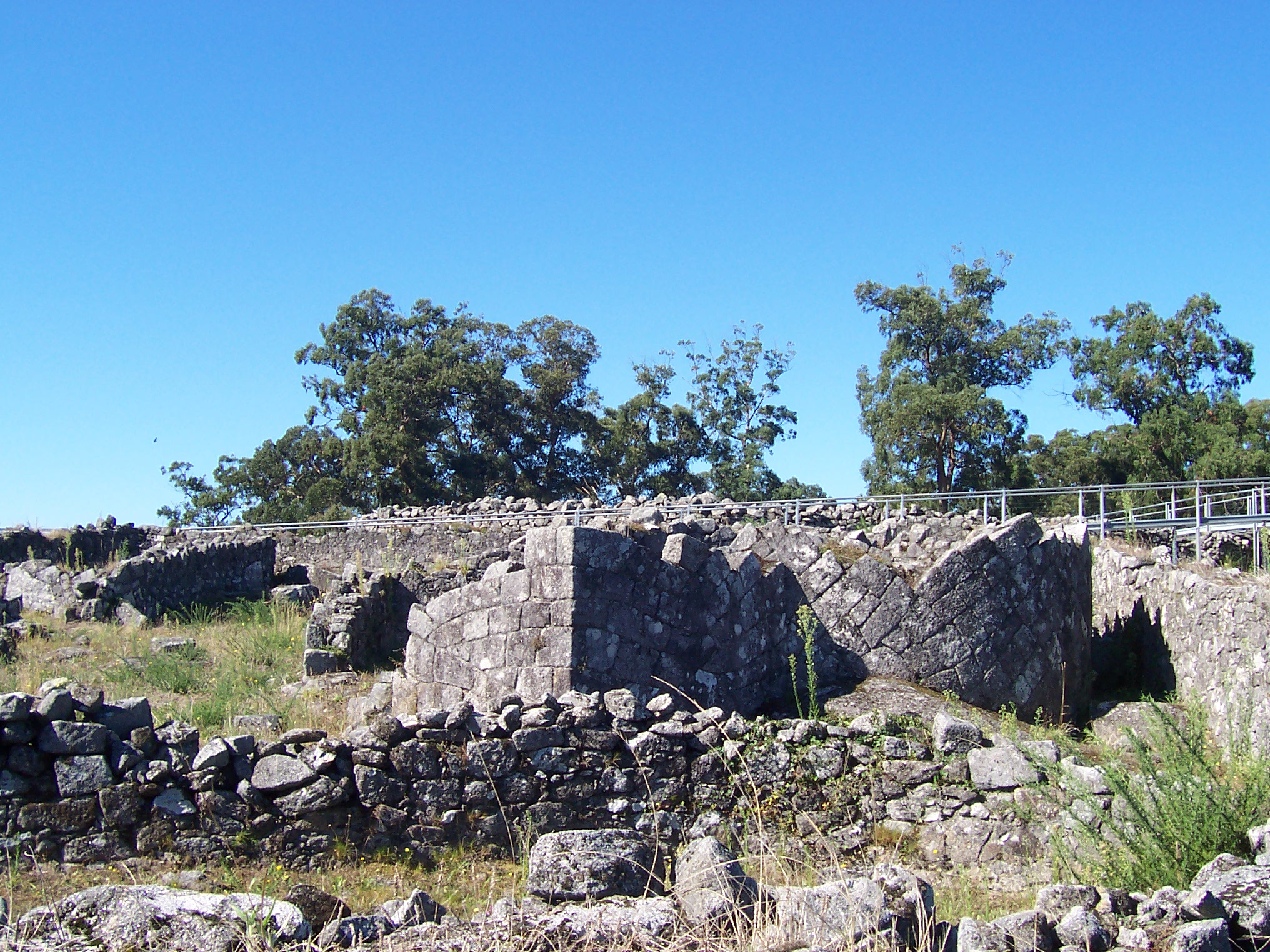

As Ruínas da cidade velha de Santa Luzia, também designadas por Citânia de Santa Luzia ou Povoado fortificado de Santa Luzia, correspondem a uma citânia localizada na freguesia de Viana do Castelo (Santa Maria Maior e Monserrate) e Meadela, no município Viana do Castelo.
É atribuído à Idade do Ferro do Norte de Portugal, tal como a citânia de Briteiros e a Cividade de Âncora. Estima-se, através do espólio lá encontrado, que tenha sido ocupado em diferentes períodos desde o século VIII a.C., sendo desenvolvido na época romana, e até pelo menos ao século V.
A existência da citânia é conhecida desde o ano de 1722, e as primeiras escavações tiveram lugar em 1876 por iniciativa de Joaquim Possidónio Narciso da Silva.
A Citânia de Santa Luzia está classificada como Monumento Nacional desde 1926.

## Descrição
Situado no alto do Monte de Santa Luzia, encontra-se num local geograficamente estratégico, com um enorme domínio visual de toda a área envolvente, desde o estuário e foz do Rio Lima até à zona costeira atlântica. Apresenta três linhas de muralhas com torreões de reforço e várias casas com plantas diferentes.
As suas estruturas habitacionais encontrarem-se predominantemente organizadas em quarteirões separados por muros e áreas de circulação bastante demarcados, alguns dos quais lajeados. Regra geral, as habitações apresentam planta circular, elíptica ou, embora menos frequente, retangular, com ou sem vestíbulo. As entradas destas casas encontram-se maioritariamente orientadas no sentido Sudoeste-Sudeste, coincidindo com a pendente geral do terreno onde se encontra implantado o povoado, por forma a abrigar as habitações das águas pluviais e dos ventos de nortada. 
No que se refere ao aspeto interior das casas, e para além da incontornável lareira, constata-se que o piso é, normalmente, constituído pelo próprio solo natural, aproveitando-se, por vezes, as rochas existentes na cimeira. Menos frequente, será a construção de um piso interior composto de terra argilosa batida ou saibro.
Encontra-se a descoberto unicamente um terço da área total abrangida originalmente pela Citânia, cuja parcela significativa se perdeu na sequência da edificação do Hotel de Santa Luzia e respetivas vias de acesso.